# جرج کالنان
جرج کالنان (انگلیسی: George Calnan; ۱۸ ژانویهٔ ۱۹۰۰ – ۴ آوریل ۱۹۳۳) شمشیرباز، افسر (ارتش)، و خلبان اهل ایالات متحده آمریکا بود.